# Соціалістична держава

Синім позначено: Перший світ
Червоний позначено: Другий світ або соціалістичні держави
Зелений позначено: Третій світ

Соціалістичні країни у другій половині 20 ст.

Термін соціалістична держава (або соціалістична республіка, або робітнича держава) може мати декілька різних, але взаємопов'язаних значень.
Термін Соціалістична Республіка використовується соціалістами, які хотіли б підкреслити, що вони виступають за республіканську форму правління. Крім того, оскільки багато різновидів соціалізму претендує на представлення інтересів робітничого класу, багато соціалістичних держав є робітничими державами. Інші соціалісти, на кшталт анархо-соціалістів та інших лібертаріанських соціалістів відкидають концепцію соціалістичної держави в цілому, вважаючи, що держава не зобов'язана встановлювати соціалістичну систему.
Значення терміна соціалістична республіка, соціалістична держава і робітнича держава , як правило, варіюються залежно від прихильників варіантів марксизму, марксизму-ленінізму, і не комуністичних соціалістичних теорій. Більшість з цих теорій (але не всі) вимагають щонайменше націоналізацію економіки, яка, як правило, працюватиме відповідно до планової економіки і використання найманої праці для отримання приватного прибутку, яка скасовується принаймні в виробничій і соціальній сферах,, хоча є деякі соціалістичні економічні теорії сприяють різним рівням ринкових відносин, в поєднанні з суспільною власністю і/або робітничими кооперативами.
Більшість теорій мають на увазі широку демократію, а деякі припускають, демократичну участь робітників на всіх рівнях економічного і державного управління, при цьому економічні рішення делегуються державним посадовим особам і адміністративним фахівцям. Держава, де демократія пригнічується на користь економіки під контролем держави називають за ортодоксальною троцькістською теорію «соціалістичною робочою державою», але не соціалістичною державою з використанням понять «виродженої» або «деформованої» робітничої держави.
Деякі політологи використовують термін «соціалістична держава», щоб описати державу, яка забезпечує соціальні гарантії, як охорона здоров'я та допомога з безробіття, незважаючи на певні економічні капіталістичні засади держави.

## Марксистська концепція соціалістичної держави
На думку багатьох марксистів, соціалізм є етапом соціально-економічного розвитку, який має замінити капіталізм, і в свою чергу буде замінений комунізмом. Таким чином, за марксистськими уявленнями, соціалістична держава є державою, яка скасувала капіталізм і прямує до комунізму. В. І. Ленін стверджував, що після того як соціалізм заміне комунізм, держава «відімре».
Фрідріх Енгельс стверджували, що держава при соціалізмі не є «урядом народу, але керує ним». Інші домарксистські соціалісти, на кшталт Анрі де Сен-Сімона розуміли, що характер держави буде змінюватися при соціалізмі від політичного правління (з допомогою примусу) над людьми і до наукового керування ними і виробничими процесами; тобто держава стане координувати економічні процеси

### Рання марксистська концепція соціалістичної держави
Одне з найвпливовіших сучасних бачень соціалістичної держави було віддзеркалено Паризькою Комуною, за часів якої робітники і найбідніші взяли під контроль місто Париж у 1871. Карл Маркс описав Паризьку Комуну як прототип для революційного уряду майбутнього, для звільнення пролетаріату.
Фрідріх Енгельс відзначив, що «всі чиновники, всіх рівнів, мали дохід який вони отримували від інших робітників … Таким чином, ефективний бар'єр на місці зловживань і кар'єризму був створений».
Коментуючи положення держави, Енгельс продовжує: «З самого початку Комуни був змушений визнати, що робочий клас, прийшовши до влади, не зміг впоратися зі старою державною машиною».
Щоб не бути поваленим раз завоювавши владу, Енгельс стверджує, що робочий клас "повинен, з одного боку, усунути всю стару машину гноблення яка раніше використовувалися проти нього самого, і, з іншого боку, має забезпечити себе захист проти своїх власних депутатів і чиновників, оголошуючи їх усіх, без винятку, можливим бути змінюваним в будь-який момент. "
Нове покоління, припустив він, виховане у «нових і вільних суспільних умовах», буде в змозі «викинути весь цей мотлох держави на смітник».
Ці ідеї були прийняті В. І. Леніна в 1917 році незадовго до Жовтневої революції в Росії і опубліковані в Держава і революція, центральний текст для багатьох марксистів. Після провалу світової революції передбачених Леніном і Троцьким, громадянської війни, і, нарешті, смерті Леніна, військові заходи, які, як вважається, носили тимчасовий характер, такі, як примусова реквізиція продуктів харчування і відсутність демократичного контролю, стали постійними інструментом для збільшення влади Сталіна.

## Марксизм-ленінізм або комуністичні держави
Кілька колишніх і сьогоденних держав прямували шляхом марксизму, як правило, марксизму-ленінізму. Радянський Союз першим оголосив себе «соціалістичною державою» у своїй Конституції 1936 і наступною конституцією 1977. Іншим добре відомим прикладом є Китайська Народна Республіка, яка проголосила себе «соціалістичною державою» в Конституції Китайської Народної Республіки від 1982. На Заході такі держави, як правило, відомі як «комуністичні держави» (хоча вони не використовують цей термін для позначення себе).

## Політичні режими
Політичні системи та режими «країн соціалізму» — є перехідною («транзитарною») еволюційною формою від «колективного» традиційного суспільства до громадянського, такого, де людина-особа вже є політично-правовим суб'єктом. Соціалістнчними країнами, як правило, стають суспільства з ранньою початковою формою державності (протодежрави, недавні колоніальні території Азії, Африки та Лат. Америки), або країни з вчора ще традиційним феодальним суспільним устроєм (СРСР, КНР)
Політичні режими у «соціалістичних» країнах, як правило розподіляються у спектрі від авторитарного до тоталітарного і, як правило, є диктаторськими. Політичною опорою єдиновласному диктатору (або диктаторській «колективній» хунті) є монопольно правляча комуністична або соціалістична партія. Іноді назва може відхилятися. Оскільки політична система соціалізму історично є протитезою «буржуазної» демократії з її багатопартійною системою відкритої політичної конкуренції та правовою державою, в соціалістичній системі інші політичні партії (окрім правлячої) та організації забороняються, пригнічувати або знищуються (приклад — СРСР, КНР). Іноді бувають відхилення в бік декоративного «лібералізму». Так наприклад в країнах «народної демократії» Східної Європи у другій половині ХХ ст., які зовнішньополітично були сателітами СРСР, при яскраво виражених авторитарних диктаторських режимах (режими Йосипа Броз Тіто, Ніколае Чаушеску, Тодора Живкова, Владислава Гомулки, напівавторитарні режими Яноша Кадара та Густава Гусака) продовжували номінально існувати маленькі псевдоальтернативні «некомуністичні» партії, котрі все однак входили до місцевих «Народних фронтів», які контролювалися правлячою партією та її службами безпеки.
Класичними прикладами тоталітарних режимів в ХХ ст. в політичних науках вважаються СРСР та КНР. Перші десятиріччя свого існування режим створений в Росії Леніним з його більшовиками та продовжений Сталіним, так офіційно і звався — диктатура пролетаріату. Спроба його «модернізувати», «лібералізувати» або «реформувати» з доданням трохи «соціалізму з людським обличчям», зроблена частиною радянської партноменклатури на чолі з М.Горбачовим наприкінці 1980-х — початку 1990-х років — призвела до краху всієї політичної і державної системи СРСР.
В Китаї модернізація йде шляхом поступової лібералізації, в першу чергу в економіці. В політичній системі монопольна влада лишається у КПК. Режим перейшов від крайніх тоталітарних форм до «м'якого» авторитаризму при збереженні диктатури колективних органів партії, збройних сил та таємних служб, та при повній відсутності правової держави, громадянських прав і прав людини.

## Не комуністичні країни
Деякі інші країни використовують термін «соціалістичний» в офіційній назві або конституції, не претендуючи на прямування до комунізму.
У таких випадках, значення «соціалізм» може широко варіювати, а іноді у конституції залишились посилання на соціалізм, що залишився від попереднього періоду в історії країни.
Приклади країн, що використовують слово «соціалізм» в некомуністичному сенсі — Демократична Соціалістична Республіка Шрі-Ланка і Соціалістичний Бірманський Союз. Країни, в яких елементи соціалізму затвердженні в конституціях, як Індія і Португалія, до соціалістичних країн СРСР не відносились.

## Нинішні соціалістичні країни
Наразі до соціалістичних країн як у політичному, так і в економічному відношенні відносять КНДР і Кубу.
У КНР і В'єтнамі при владі й надалі перебувають комуністичні партії, проте в економіці присутній значний сектор приватної власності на засоби виробництва. Схожа ситуація спостерігається і в Лаосі.
На початку XXI століття соціалізм став підсилювати свої позиції в країнах Латинської Америки. На 2010, уряди Нікарагуа, Венесуели і Болівії проводять у життя соціалістичну політику.